# 월리스 컬렉션
월리스 컬렉션(영어: Wallace Collection)은 영국 런던 맨체스터 광장에 위치한 박물관으로, 하트퍼드 후작인 시모어 가문의 옛 타운하우스인 하트퍼드 하우스(Hertford House)에 들어서 있다. 월리스 컬렉션이라는 명칭은 18세기와 19세기에 하트퍼드 후작과 함께 광범위한 컬렉션(소장품)을 구축한 리처드 월리스 경의 이름을 따서 지어졌다. 이 컬렉션은 15세기부터 19세기까지의 미술품과 장식 예술품을 특징으로 하며 18세기 프랑스 회화, 가구, 무기 및 갑옷, 도자기, 고전주의 회화 등 주요 소장품을 25개의 갤러리에 보관됐다. 월리스 컬렉션은 대중에게 공개되어 있으며 입장료는 무료이다.
월리스 컬렉션은 1897년에 제4대 하트퍼드 후작 리처드 시모어콘웨이(1800~1870)가 주로 수집한 개인 소장품으로 설립되었으며, 그는 이 소장품과 타운하우스를 사생아인 리처드 월리스 경(1818~1890)에게 모두 물려주었다. 이후 월리스 경이 사망한 후 그의 미망인 줄리 아멜리 샬럿 카스텔노(월리스 여사)는 모든 소장품을 국가에 기증했다. 이 컬렉션은 1900년에 맨체스터 광장의 하트퍼드 하우스에서 대중에게 영구적으로 공개되었으며 오늘날까지 그곳에 보관되어 있다. 유산 기부 조건은 대여 전시의 경우에도 어떠한 물건도 컬렉션에서 제외되어서는 안 된다는 것이었다. 그러나 2019년 9월 이사회는 잉글랜드 및 웨일스 자선사업위원회로부터 처음으로 임시 대여 계약을 체결할 수 있는 명령을 받았다고 발표했다.
영국은 특히 프랑스 혁명이 끝난 후 프랑스에서 열린 혁명적 판매 기간 동안 부유한 가문들이 구매한 앙시앵 레짐 시기의 작품이 풍부하다. 세계에서 가장 크고 중요한 18세기 프랑스 장식 예술 컬렉션을 보유한 월리스 컬렉션과 워데스던 저택 그리고 왕립 컬렉션은 모두 영국에 위치하고 있으며, 그 소장품들은 프랑스의 루브르 박물관, 베르사유 궁전, 모빌리에 나쇼날에 뒤지지 않는다. 월리스 컬렉션은 비부처 공공기관이며 현재 이사는 자비에르 브레이(Xavier Bray)이다.

## 역사

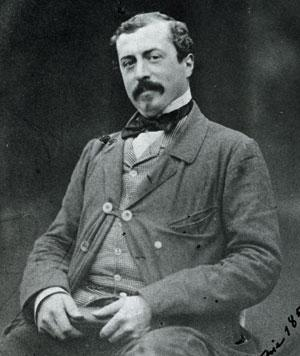
리처드 월리스의 사진, 1857년

월리스 컬렉션은 18세기와 19세기에 하트퍼드 후작 4대와 제4대 하트퍼드 후작 리처드 시모어콘웨이의 사생아인 리처드 월리스 경 등 영국의 귀족 가문 5대가 수집한 미술 작품을 전시하는 박물관이다. 19세기에 하트포드 후작 가문은 유럽에서 가장 부유한 가문 중 하나였다. 그들은 영국, 웨일스, 아일랜드에 대규모 부동산을 소유했고, 성공적인 결혼을 통해 부를 늘렸다. 당시 정치와는 거리가 멀었던 제3대 및 제4대 후작과 리처드 월리스 경은 당시의 주요 미술 수집가가 되었다.
약 5,500점의 예술 작품으로 구성된 월리스 컬렉션은 1897년 월리스 여사에 의해 영국에 기증되었다. 이후 주정부는 하트퍼드 하우스를 매수하여 컬렉션을 전시하기로 결정했고 1900년에 박물관으로 개관했다. 박물관으로서 월리스 컬렉션의 주된 강점은 18세기 프랑스 미술품, 즉, 가구, 도자기, 조각품, 금박 코담배갑과 16~19세기의 티치아노, 반 다이크, 렘브란트, 할스, 벨라스케스, 게인즈버러, 들라크루아 등 거장들의 그림, 무기와 갑옷, 리모주 에나멜, 마욜리카, 유리, 청동을 포함한 중세와 르네상스 유물 컬렉션이다. 19세기의 그림, 가구, 도자기도 개인 소장품 방식으로 함께 전시되어 있다.

## 컬렉션
월리스 컬렉션은 15세기부터 19세기까지의 미술품과 장식 예술품을 포함하여 약 5,500점의 작품을 소장하고 있다. 이 컬렉션은 18세기 프랑스 회화, 세브르 도자기, 프랑스 가구로 유명하지만 유럽과 동양의 무기와 갑옷, 금 상자, 미니어처, 조각품, 마욜리카, 유리, 청동, 리모주 에나멜과 같은 중세와 르네상스 시대의 예술 작품 등 다양한 소장품도 전시하고 있다.
소장된 컬렉션 품목은 다음과 같다.
- 그림, 수채화 및 드로잉 775점
- 가구 528점
- 세라믹 510점
- 유럽 및 동양 무기 및 갑옷 2,370점
- 조각품 466점
- 미니어처 334점
- 중세와 르네상스 예술 작품 363점
- 금세공인 작품 120점

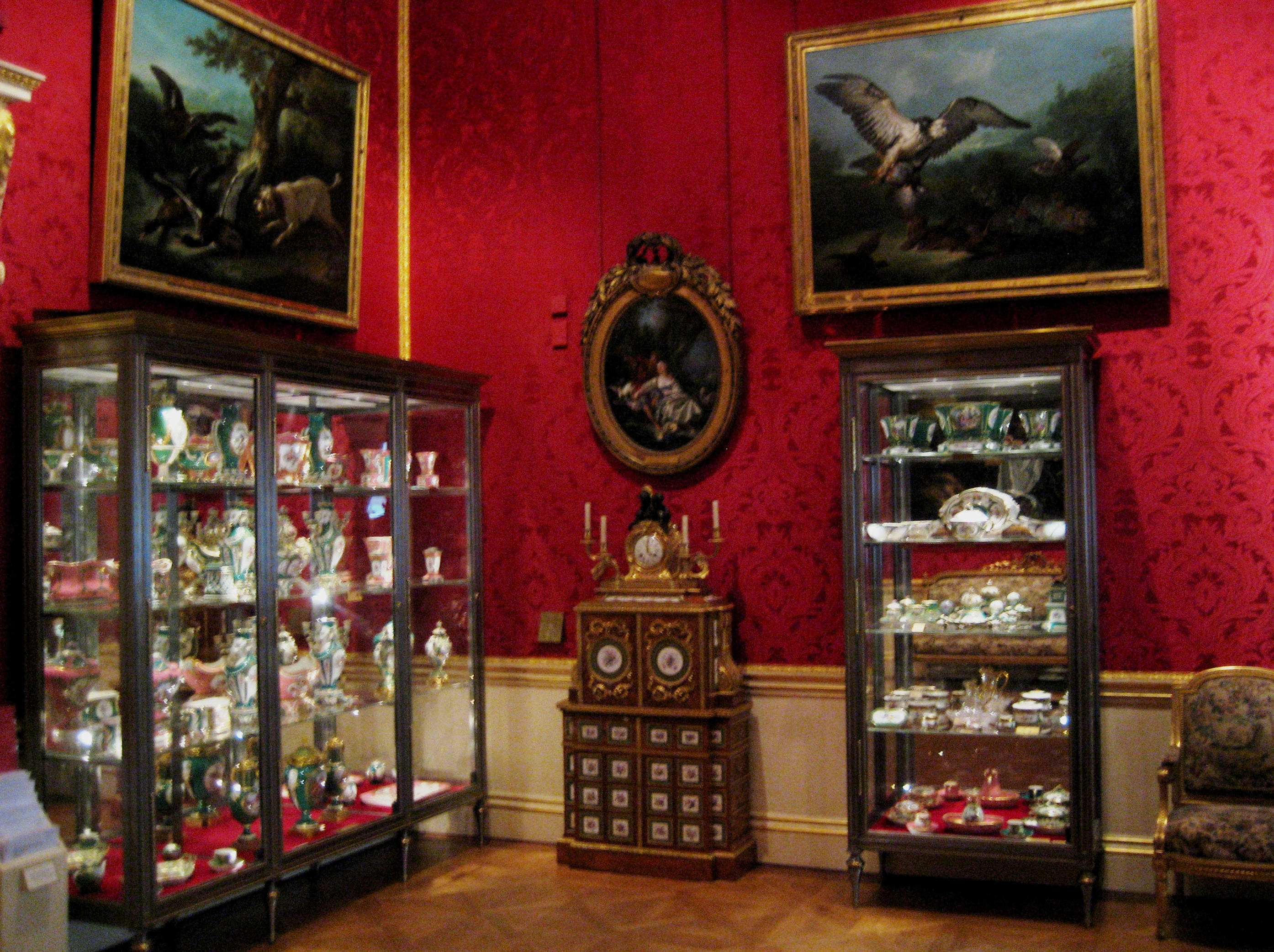
월리스 컬렉션의 세브르 도자기 모음
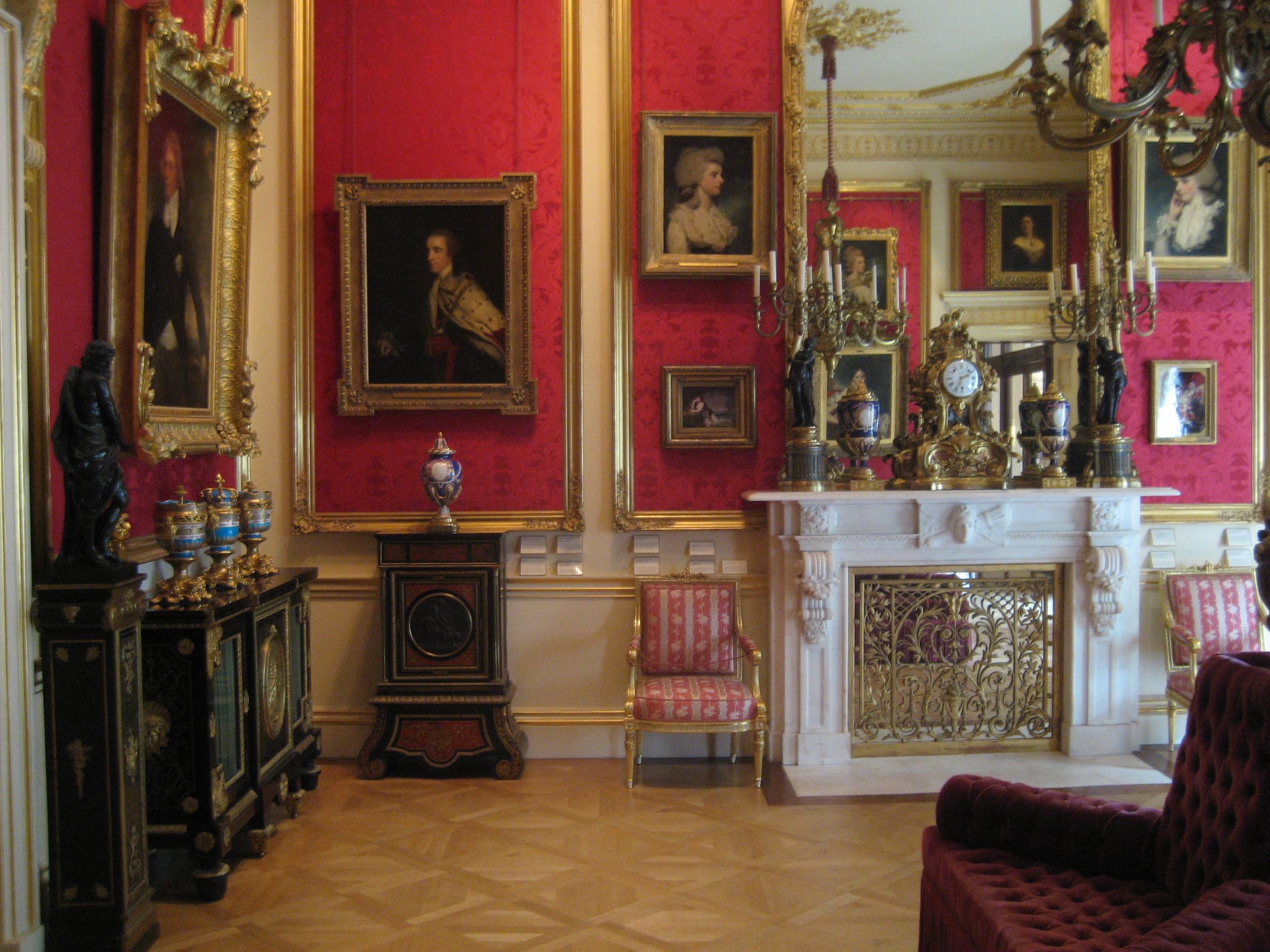
1990년대 중반에 19세기 후반의 모습을 재연한 전시 공간인 프런트 스테이트 룸(Front State Room)
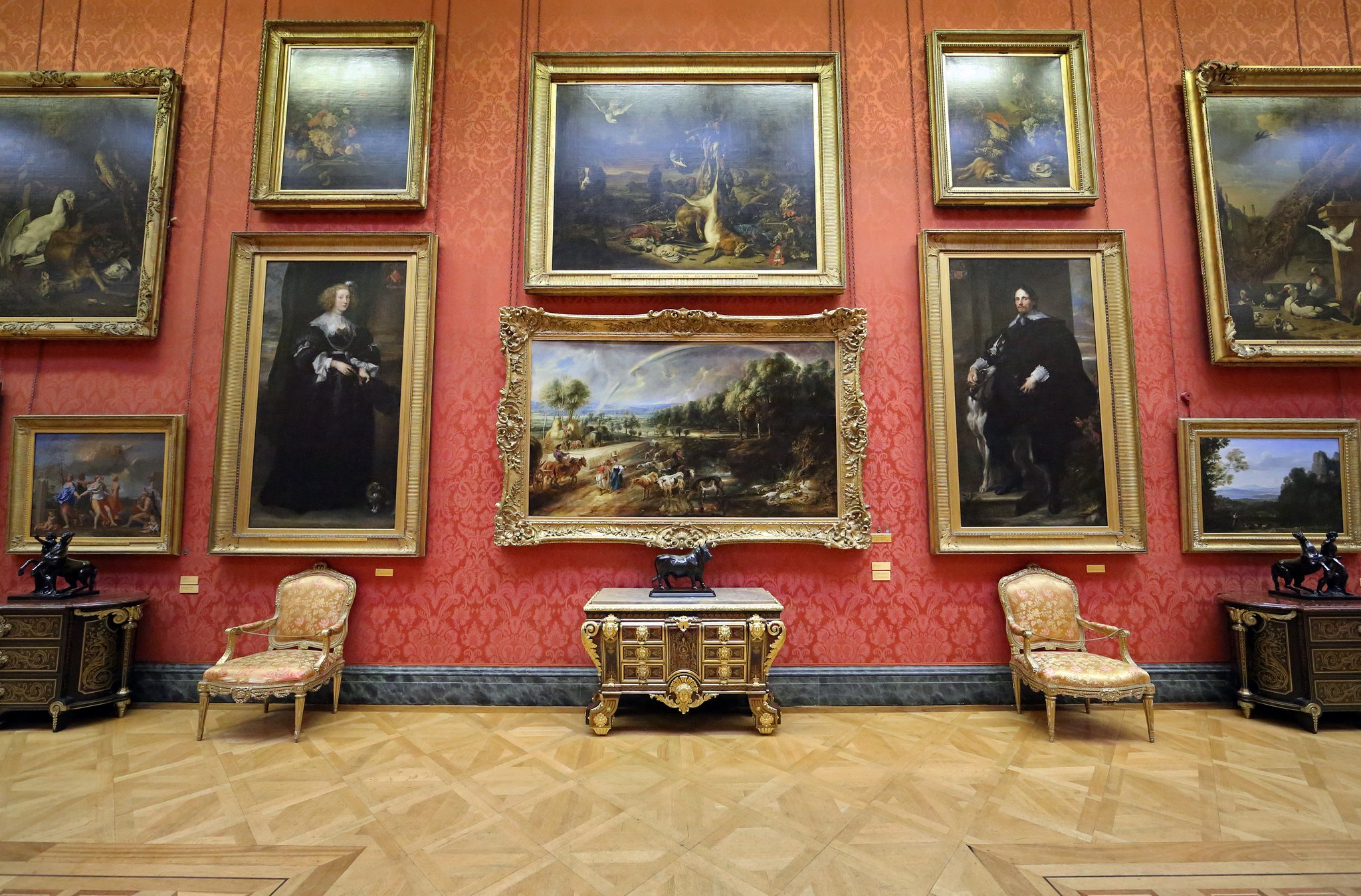
루벤스의 《무지개가 있는 풍경》과 반 다이크의 초상화, 그리고 여러 중요 작품을 전시한 그레이트 갤러리(The Great Gallery)

## 품목
월리스 컬렉션은 회화, 도자기와 유리, 조각과 예술 작품, 무기와 갑옷, 세브르 도자기, 금 상자와 가구 등 총 6개 큐레이션 영역으로 나뉘어져 있다.

### 회화
월리스 컬렉션에는 세계적으로도 유명한 14세기부터 19세기 중반까지의 고전주의 그림들이 있다. 주요 전시품으로는 17세기 네덜란드와 플랑드르 회화, 18세기와 19세기 프랑스 회화, 그리고 영국, 이탈리아, 스페인 예술가들의 작품이 있다. 대표적으로 렘브란트파 및 렘브란트 작품 5점, 루벤스 작품 9점, 반 다이크 작품 4점, 카날레토 작품 8점, 과르디 작품 9점, 부셰와 프라고나르 작품 19점, 무리요 작품 9점, 테니에르 작품 9점, 티치아노 베첼리오와 니콜라 푸생 작품 2점, 디에고 벨라스케스 작품 3점 및 앙투안 바토 작품 8점이 있다. 그림, 수채화 및 드로잉 목록에는 유럽의 모든 주요 화파가 포함되어 있다.

#### 컬렉션의 그림, 드로잉 및 수채화
1. 영국, 독일, 스페인, 이탈리아 - 151개 그림, 60개 드로잉[10]
2. 프랑스(19세기) – 그림 134점, 수채화 57점[11]
3. 프랑스어(1815년 이전) – 144점의 그림, 8점의 드로잉 및 수채화[12]
4. 네덜란드어 – 그림 173점, 드로잉 2점[13]
5. 플랑드르 - 8개 그림[13]